# Slap (Danilovgrad)
Pour les articles homonymes, voir Slap (homonymie).
Slap (en serbe cyrillique : Слап) est un village du centre du Monténégro, dans la municipalité de Danilovgrad.

## Démographie

### Évolution historique de la population
| 1948 | 1953 | 1961 | 1971 | 1981 | 1991 | 2003 |
| ---- | ---- | ---- | ---- | ---- | ---- | ---- |
| 121  | 178  | 142  | 94   | 79   | 46   | 40   |